# Шуберт, Герман
Герман Цезарь Ганнибал Шуберт (нем. Hermann Cäsar Hannibal Schubert; 22 мая 1848, Потсдам — 20 июля 1911, Гамбург) — немецкий математик, алгебраический геометр, изобретатель исчисления Шуберта.

## Биография
Родился в 1848 году в семье владельца гостиницы. Учился в гимназиях в Постдаме и Шпандау. В 1867 закончил Берлинский университет имени Гумбольдта, где обучался математике и физике.
В 1870 году получил степень доктора философии в Университете Галле, защитив диссертацию по исчислительной геометрии на тему «О теории характеристик» (нем. Zur Theorie der Charakteristiken).
Шуберт работал школьным учителем — в 1872—1876 годах в Andreanum Gymnasium в Хильдесхайме, в 1876—1908 годах — в Johanneum в Гамбурге, где с 1887 года имел учёное звание профессора. Также преподавал математику учителям.
В Гамбурге вплоть до 1919 года не было университета, только Гамбургское математическое общество, так что Шуберт так и не стал преподавателем университета.
С 1873 году состоял в браке с Анной Гамель (нем. Anna Hamel), у них было четыре дочери.
В 1905 году Шуберт начал страдать от сердечно-сосудистых заболеваний, из-за них ушёл в отставку в 1908 году. В конце жизни был полностью парализован, умер в 1911 году.

## Научная деятельность
Опубликовал 63 работы, включая несколько книг. Основной математический вклад — по исчислительной геометрии.
Задача исчислительной геометрии заключается в том, чтобы находить число решений системы алгебраических уравнений, у которой конечное число решений. При этом сами решения возможно найти только в простейших случаям, а более сложные случаи сводят в более простых путём непрерывных шевелений, при которых число решений не должно меняться.
Шуберт совместил принцип этот принцип сохранения числа решений, придуманный Понселе, со способом нахождения числа решений некоторого соответствия, придуманным Мишелем Шалем. В результате он получил исчисление, смоделированное на исчислении высказываний Эрнста Шрёдера, которое сейчас называют исчислением Шуберта (не следует путать его с когомологиями грассманиана).
С помощью этого исчисления он решил несколько исчислительных задач, однако строго математического основания оно под собой не имело. Спустя некоторое время было показано, что такой метод решения задач может приводить к неверным выводам. В 1900 году Гильберт включил вопрос строгого обоснования методов Шуберта в свой список проблем как пятнадцатую проблему. Строгие обоснования были придуманы в 1912 году Севери и в 1930 году Ван дер Варденом.

## Околонаучная деятельность
Шуберт являлся редактором «Sammlung Schubert», серии учебников, широко использовавшихся в Германии в период перед Второй мировой войной. Он написал том по арифметике и алгебре (Arithmetik und Algebra) и один из томов по математическому анализу (Niedere Analysis).
Написал книгу «Математические развлечения и игры» (нем. Mathematische Mussestunden) с задачами по занимательной математике. Книга вышла в первом издании в 1897 году, была дополнена до трёх томов в 1900 году, а в 1967 году вышла 13-е издание, переработанной Иоахимом Эрлебахом (нем. Joachim Erlebach).

## Признание
В возрасте 26 лет Шуберт получил золотую медаль Датской королевской академии наук за решение задачи о расширении теории характеристик на случай кривых третьей степени в трёхмерном пространстве, поставленной Иеронимом Цейтеном.
Шуберт являлся членом Французского математического общества, почётным членом Королевской академии наук и искусств Нидерландов и членом Германской академии естествоиспытателей «Леопольдина».
В честь Шуберта названы многообразия Шуберта (подмногообразия грассманиана, исследование которых начато самим Шубертом) и многочлены Шуберта (обобщение многочленов Шура, придуманное в 1982 году).